# Trójkąt Weimarski
Trójkąt Weimarski (franc: Triangle de Weimar; niem: Weimarer Dreieck), właściwie Komitet Wspierania Współpracy Francusko-Niemiecko-Polskiej – format współpracy trójstronnej, utworzony w dniach 28–29 sierpnia 1991 roku w niemieckim Weimarze przez ministrów spraw zagranicznych trzech państw europejskich: Polski, Niemiec i Francji. Jego celem jest rozwój, dialog i wielopoziomowa kooperacja pomiędzy tymi państwami.
W ramach Trójkąta Weimarskiego odbywają się spotkania na szczeblu przywódców państw, przedstawicieli parlamentów i ministrów. Format ma charakter niesformalizowany i nie posiada aparatu administracyjnego.

## Historia
Trójkąt Weimarski powstał w niemieckim Weimarze podczas spotkania, które odbyło się w dniach 28–29 sierpnia 1991. W spotkaniu wzięli udział ówcześni Ministrowie Spraw Zagranicznych: Krzysztof Skubiszewski (Polska), Roland Dumas (Francja) i Hans-Dietrich Genscher (Niemcy). Idea poszerzenia współpracy francusko-niemieckiej o Polskę wyszła od Genschera, który wcześniej dał się poznać jako skuteczny polityk działający na rzecz Ponownego zjednoczenia Niemiec. Jego pomysłem było też wskazanie Weimaru jako miejsca inauguracyjnego spotkania, ponieważ miasto było usytuowane w dopiero co przyłączonych do reszty Niemiec Niemczech Wschodnich. Data również była symboliczna, ponieważ była to data urodzin Goethego, który zmarł w Weimarze.
Stoimy przed niepowtarzalną szansą budowy nowej Europy, za którą wszyscy ponosimy odpowiedzialność, w duchu ludzkiej solidarności, świadomi splatania się naszych losów, opierając się na dziedzictwie wspólnych wartości. Naturalne dążenie wszystkich narodów do demokracji, dobrobytu i bezpieczeństwa może zostać trwale urzeczywistnione jedynie dzięki wspólnemu wysiłkowi całej Europy.
cytat z oświadczenia ministrów spraw zagranicznych Francji, Niemiec i Polski w sprawie przyszłości Europy, Weimar, 29 sierpnia 1991

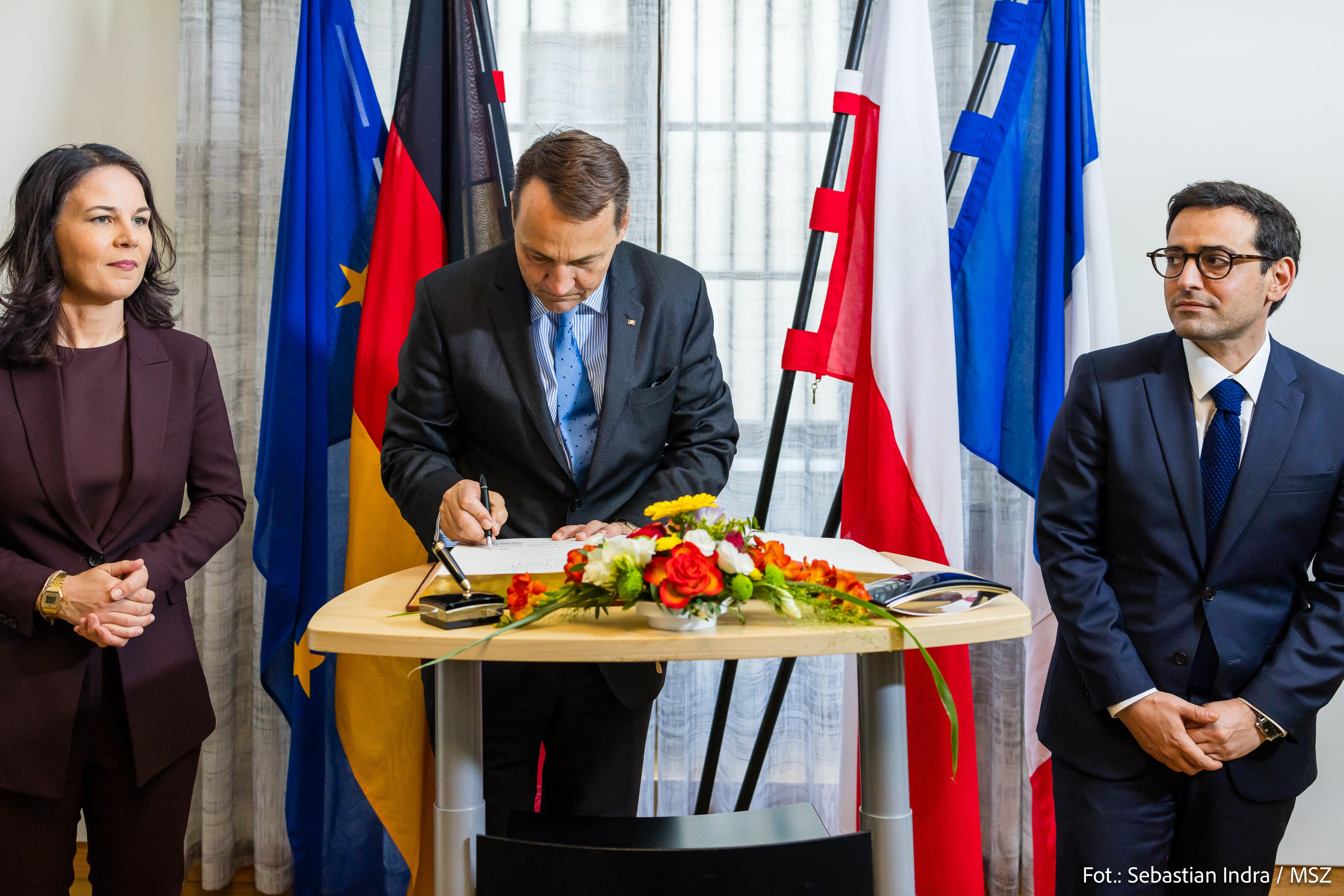
Ministrowie spraw zagranicznych państw Trójkąta Weimarskiego: Radosław Sikorski, Stéphane Séjourné i Annalena Baerbock w zamku La Celle-Saint-Cloud, 12 lutego 2024

Fundamentalnym celem powstania Trójkąta było jak najszybsze i najskuteczniejsze zintegrowanie Polski z resztą Europy Zachodniej poprzez m.in. doprowadzenie do przyjęcia Polski do NATO i Unii Europejskiej. Gdy obydwa punkty zostały spełnione, Trójkąt stopniowo przekształcił się w kluczową platformę trójstronnej kooperacji, której formuła ulegała coraz większemu wzbogaceniu o nowe aspekty, m.in. międzykrajowe konsultacje, wypracowywanie wspólnych stanowisk, współpraca kulturalna i naukowa. W 2010 roku odbyło się pierwsze spotkanie prezydiów izb niższych parlamentów państw Trójkąta Weimarskiego. 
Druga dekada XXI wieku przyniosła ograniczenie aktywności formatu weimarskiego, także z powodów różnic stanowisk i napięć w relacjach między państwami. Do ponownej aktywizacji Trójkąta Weimarskiego doszło po 2022 roku w kontekście rosyjskiej agresji na Ukrainę. W maju 2025 roku przywódcy państw Trójkąta Weimarskiego i Zjednoczonego Królestwa złożyli wspólną wizytę w Kijowie.
Współpraca weimarska odbywa się także na poziomie samorządowym, czego przykładem jest kooperacja między województwem śląskim, francuskim regionem Nord Pas-de-Calais i niemieckim krajem związkowym Nadrenia-Północna Westfalia.
Od roku 2006 przyznawane są Nagrody im. Adama Mickiewicza za zasługi na rzecz pojednania i współpracy polsko-niemiecko-francuskiej.

## Spotkania przywódców państw
| Lp.         | Data             | Miejsce                   | Przedstawiciel Polski  | Przedstawiciel Niemiec | Przedstawiciel Francji |
| ----------- | ---------------- | ------------------------- | ---------------------- | ---------------------- | ---------------------- |
|             | 21 września 1993 | Gdańsk                    | Lech Wałęsa            | Richard von Weizsäcker | François Mitterrand    |
| 1.          | 21 lutego 1998   | Poznań                    | Aleksander Kwaśniewski | Helmut Kohl            | Jacques Chirac         |
| 2.          | 7 maja 1999      | Nancy                     | Aleksander Kwaśniewski | Gerhard Schröder       | Jacques Chirac         |
| 3.          | 27 lutego 2001   | Hambach an der Weinstraße | Aleksander Kwaśniewski | Gerhard Schröder       | Jacques Chirac         |
| 4.          | 9 maja 2003      | Wrocław                   | Aleksander Kwaśniewski | Gerhard Schröder       | Jacques Chirac         |
| 5.          | 19 maja 2005     | Nancy                     | Aleksander Kwaśniewski | Gerhard Schröder       | Jacques Chirac         |
| 6.          | 5 grudnia 2006   | Mettlach                  | Lech Kaczyński         | Angela Merkel          | Jacques Chirac         |
| 7.          | 7 lutego 2011    | Warszawa                  | Bronisław Komorowski   | Angela Merkel          | Nicolas Sarkozy        |
| [ c ]       | 6 marca 2013     | Warszawa                  | Donald Tusk            | Angela Merkel          | François Hollande      |
| 8.          | 8 lutego 2022    | Berlin                    | Andrzej Duda           | Olaf Scholz            | Emmanuel Macron        |
| 9.          | 17 lutego 2023   | Monachium                 | Andrzej Duda           | Olaf Scholz            | Emmanuel Macron        |
| 10.         | 12 czerwca 2023  | Paryż                     | Andrzej Duda           | Olaf Scholz            | Emmanuel Macron        |
| 11.         | 15 marca 2024    | Berlin                    | Donald Tusk            | Olaf Scholz            | Emmanuel Macron        |
| 1. 2. 3. 4. |                  |                           |                        |                        |                        |